# Eicochrysops distractus
Eicochrysops distractus är en fjärilsart som beskrevs av Joannis och Ruggero Verity 1913. Eicochrysops distractus ingår i släktet Eicochrysops och familjen juvelvingar. Inga underarter finns listade i Catalogue of Life.